# 1-1-2

Тип 1-1-2 — паровоз с одной бегунковой, одной движущей и двумя поддерживающими осями.
Другие методы записи:
- Американский — 2-2-4;
- Французский — 112;
- Германский — 1A2.

## Примеры паровозов
Формулы использовалась редко, как правило на танк-паровозах.
В Великобритании примером могут служить локомотивы North Eastern Railway, все перестроенные из других типов:
- № 66 Aerolite, перестроенный в 2-2-4T в 1902 и впоследствии известный как LNER class X1;
- № 957, перестроенный из BTP class 0-4-4T в 1903 и позднее классифицированный как X2 class;
- № 190 и № 1679, перестроенные из танк-локомотивов 2-2-2, классифицированные как NER 190 Class, а затем как class X3[1]

В США по колёсной формуле 2-2-4 был построен паровой пассажирский вагон Delaware & Nudson № 300.